# 김기표 (공무원)
김기표(金基杓, 1953년 9월 28일~)는 대한민국의 전직 행정 공무원 출신으로 지난날 법제처 차장 겸 처장 직무대리 등을 지낸, 대한민국의 전직 행정 관료 출신의 대학 교수 겸 교육인이었다.

## 주요 경력
- 1976.12: 제19회 행정고시 합격
- 2004.08~2005.08: 법제처 법제기획관
- 2005.08~2007.04: 법제처 정책홍보관리실장
- 2007.04~2008.02: 법제처 차장
- 2008.10~2011.10: 한국법제연구원 원장
- 2012.02~2012.08: 경성대학교 법학과 객원교수
- 2012.08~2016.02: 단국대학교 법과대학 법학과 초빙교수
- 2020.01~2023.01: 국민권익위원회 (제2차석)부위원장

## 학력
- 부산대학교 법학과 학사(1977년)
- 대한민국 국방대학교 행정학사 30기(1985년)
- 영국 런던 대학교 대학원 법학 석사(1992년)
- 경희대학교 대학원 법학박사(2011년)

## 수상
- 1984년: 법제처장 표창
- 1996년: 황조근정훈장
- 2001년: 문화체육부 장관상
- 2011년: 자랑스러운 부산대인